# Prai Mbana
Prai Mbana is een bestuurslaag in het regentschap Oost-Soemba van de provincie Oost-Nusa Tenggara, Indonesië. Prai Mbana telt 679 inwoners (volkstelling 2010).